# Brčko (město)
Brčko (srbsky Брчко) je město v severní části Bosny a Hercegoviny, administrativně součást vlastního distriktu. Nachází se u řeky Sávy, při hranici s Chorvatskem, v nížinné části země, západně od regionu Semberie. V roce 2013 žilo v Brčku celkem 43 859 obyvatel.

## Název
Název města dle jedné teorie odkazuje na předslovanský panonský kmen Breuci (doložen v řeckém zápisu jako Βρεῦκοι). Breuci tvrdě bojovali proti příchozím Římanům na počátku našeho letopočtu, později byli asimilováni. Dle druhé vznikl podle původního tureckého názvu původní pevnosti, okolo níž se město rozvinulo (Beroska) a později byl přijat nejprve jako Brčka (po roce 1878) a nakonec v současné podobě jako Brčko (od roku 1912). Dle třetí vznikl podle městem protékající říčky Brky.
Současný název města i jeho historický vývoj nemá žádnou spojitost s českým slovem Brčko, označující slámku. V bosenštině/srbštině a chorvatštině je naopak název města uváděn vždy jako přídavné jméno, srovnatelně např. s názvy Brná, Mladá nebo Černá v Pošumaví.

## Obyvatelstvo
Na základě sčítání lidu, které bylo na území Bosny a Hercegoviny uskutečněno v roce 2013, bylo zjištěno, že ve městě žije trvale 43 859 obyvatel. Z nich je 19 420, tj. 48,68 % srbské národnosti, 17 489, tj. 43,84 % bosňácké národnosti a 1 457, tj. 3,652 % chorvatské národnosti. Před válkou v Bosně a Hercegovině činil podíl bosňáckého obyvatelstva 55,53 %, v souvislosti s válečnými událostmi, vyháněním a dalším poklesl. V roce 1991 se nicméně ještě 12,59 % obyvatel města Brčko přihlásilo k jugoslávské národnosti, která byla populární volbou především v oblastech etnicky velmi smíšených, jakými byla Bosna a Hercegovina.

## Historie

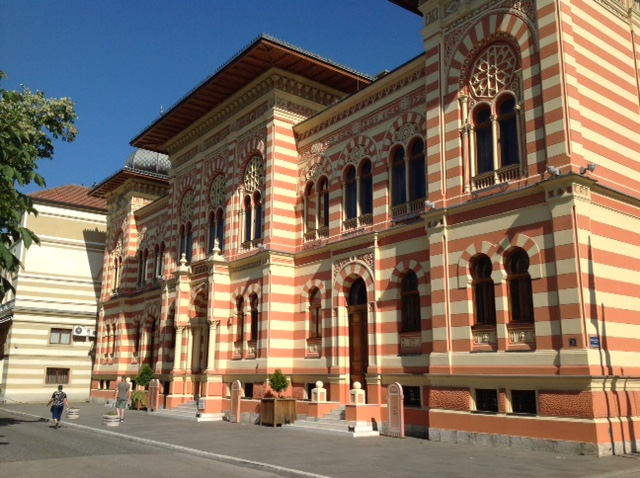
Budova radnice.

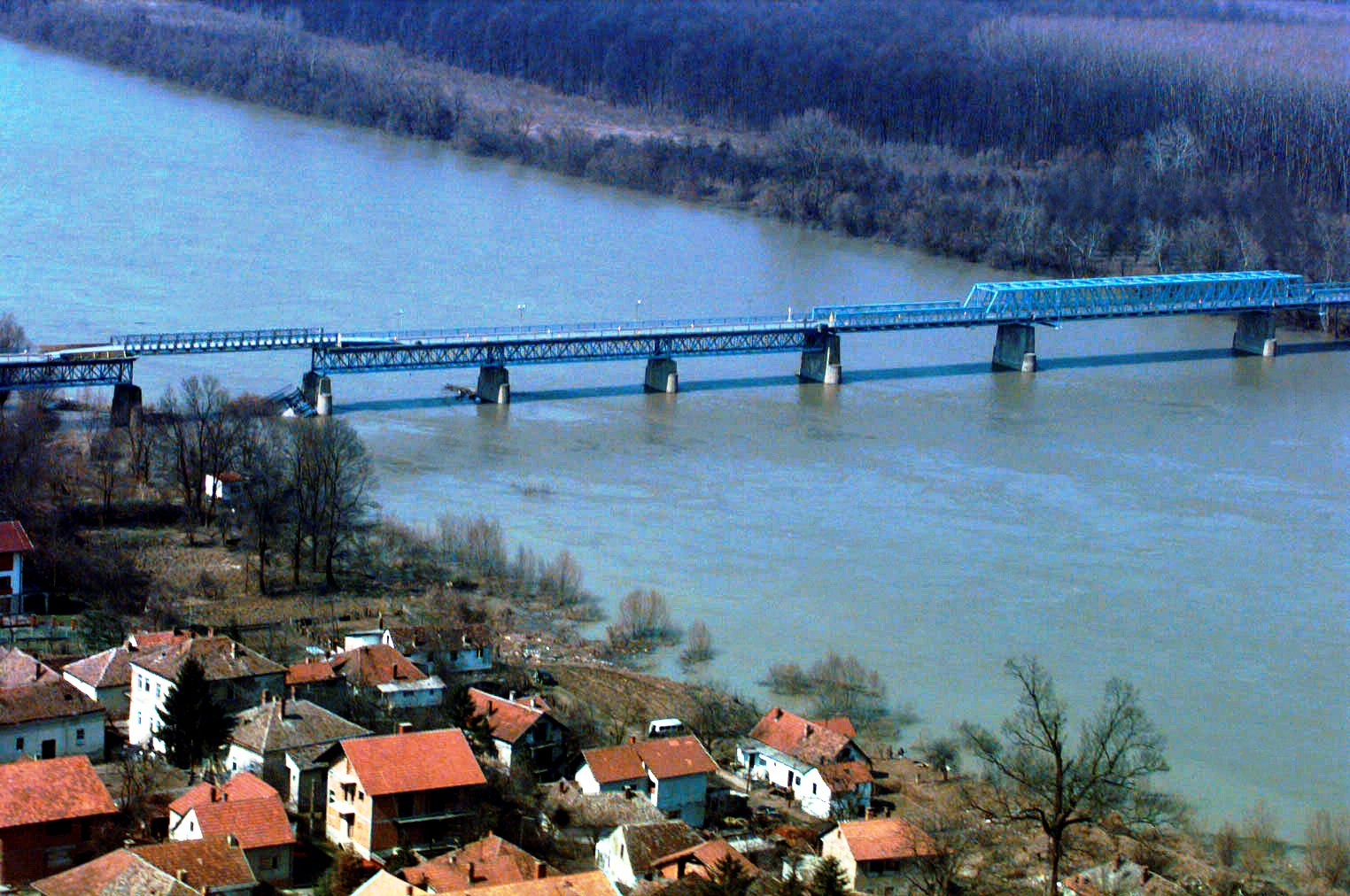
Most přes řeku Sávu v roce 1996.

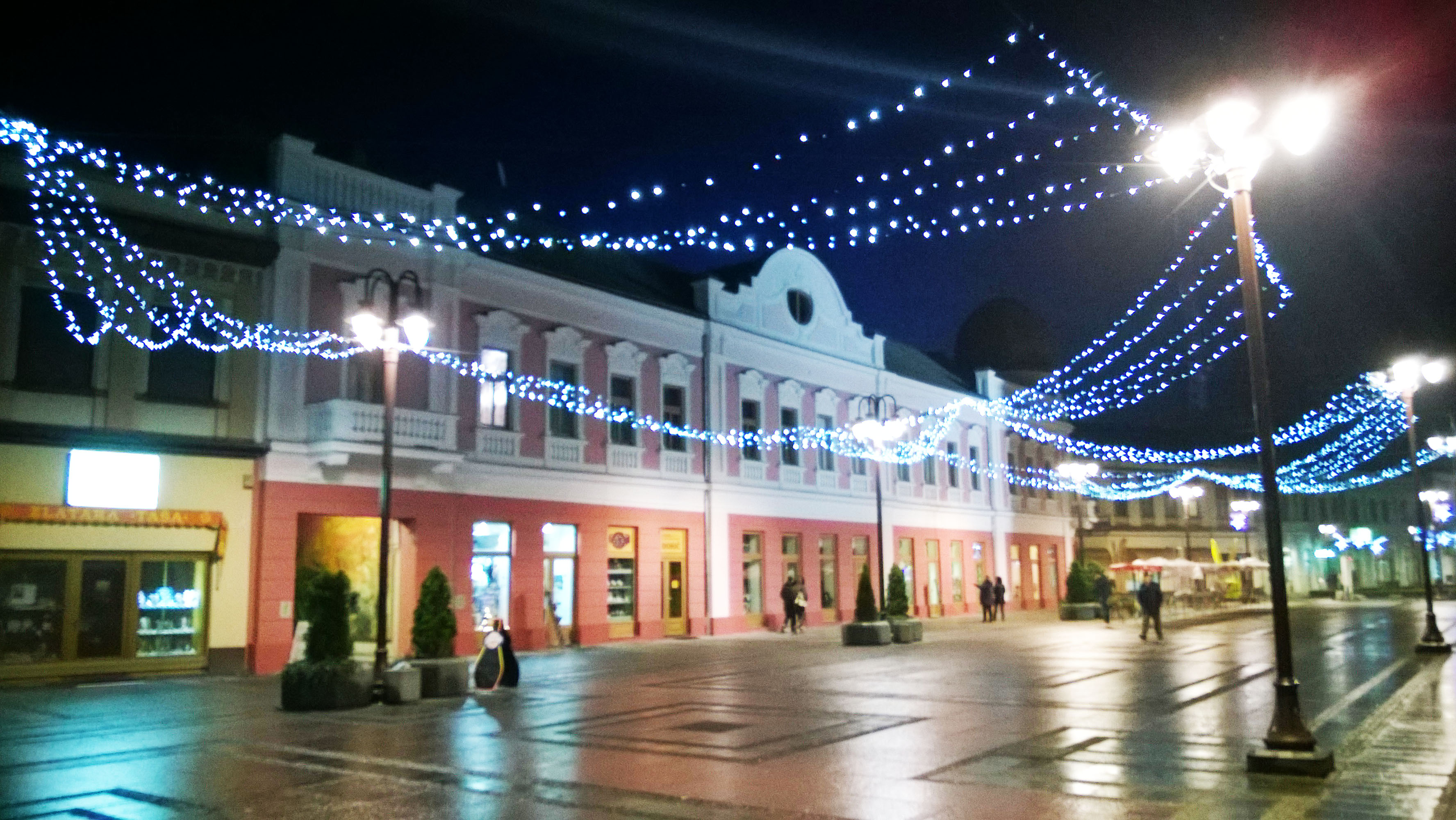
Promenáda v centru města.

V předřímských dobách se do oblasti dnešního města Brčko dosídlili Ilyrové. Okolo přelomu letopočtu sem přišli Římané. Území se rozkládalo na hranici provincií Panonie a Dalmácie. Římané zde vystavěli menší město, které bylo v dobových mapách pojmenováno Salde.
Během stěhování národů a v období raného středověku tento prostor obsadili Hunové, později Ostrogóti, Langobardi a Avaři. Po příchodu Slovanů na Balkán bylo součástí středověkého Srbska i Chorvatska. Po nějakou dobu bylo také součástí Byzantské říše a středověkého Uherska. Po příchodu Turků zůstal součástí Osmanské říše až do roku 1878.
První písemná zmínka o Brčku jako sídlu pochází z roku 1533, v kronikách byl zaznamenán vznik cesty pro vozy z nedaleké Tuzly právě do místa současného Brčka.
Na počátku 17. století zde stálo již 200 domů. Přes Brčko byla převážena sůl dále na sever na území dnešních Uher a později na území Habsburské monarchie.
V roce 1718 bylo Brčko během rakousko-tureckých válek kompletně vypleněno. Po vzniku dunajské paroplavební společnosti v roce 1830 získalo díky řece Sávě význam vzhledem k svému přístavu. Vyvážely se tudy z Bosny také i sušené švestky. Rakousko-uherský konzulát sídlil po nějakou dobu právě v Brčku. V roce 1860, resp. 1862 byl zahájen provoz lodních linek do Bělehrad, resp. do Orșovy na území dnešního Rumunska.
V roce 1869 byl do města zaveden telegraf, o rok později také pošta. Po roce 1878 bylo město, stejně jako celá Bosna a Hercegovina, převzato do správy Rakousko-Uherska. Při prvním sčítání lidu roku 1879 zde bylo napočítáno 2901 obyvatel. Roku 1882 byl schválení územní plán města, který počítal s výstavbou jasně definované sítě ulic a nového přístavu.
V roce 1883 zde byla otevřena obchodní škola, později (v r. 1900) i tiskárna. Město mělo na sklonku století devatenáctého také židovskou školu. V roce 1894 dosáhla města i železnice a roku 1900 byl do Brčka zaveden elektrický proud. V té době již bylo v místě v provozu pět hotelů, šest bank a v provozu byla cihelna, dvě pily a další tovární podniky. Vybudován byl rovněž i most přes řeku Sávu na území současného Chorvatska. V roce 1910 mělo město okolo 6 500 obyvatel.
V meziválečném období Království Jugoslávie bylo Brčko součástí drinské bánoviny. Rozvoj se v podstatě zastavil, životní podmínky pro místní obyvatelstvo byly nesnadné.
Za druhé světové války žilo v Brčku okolo 8,9 tisíce lidí, město se spolu s celou Bosnou a Hercegovinou stalo v dubnu 1941 po pro Jugoslávii prohrané válce součástí nezávislého státu Chorvatsko. Ustašovská moc byla ustanovena oficiálně příjezdem chorvatských fašistů dne 14. dubna 1941 a složením slibu Ante Pavelićovi. Po několik válečných let docházelo k občasným útokům četniků nebo partyzánů na okupační vojska. Dne 7. dubna 1945 bylo Brčko osvobozeno jednotkami partyzánského vojska.
Podstatný růst obyvatelstva iniciovala industrializace Bosny a Hercegoviny po druhé světové válce, v rámci níž byla zbudována např. železniční trať dále do bosenského vnitrozemí (trať Brčko–Banovići budovaná za pomoci mládežnických brigád), zmodernizován přístav i průmysl. Z hlediska Bosny a Hercegoviny plnilo Brčko roli významného překladiště a regionálního centra pro výrobu a zpracování potravin. Vynikaly např. provozy na zpracování masa, které byly největší v celé republice Bosně a Hercegovině. Textilní závody zaměstnávaly téměř dva tisíce lidí. Továrna na výrobu nábytku společnosti Šipad zaměstnávala okolo patnácti set. V jižní části města byla vybudována nová panelová sídliště. Otevřely se tři obchodní domy, ve městě bylo v provozu celkem deset závodů, které zaměstnávaly okolo 20 tisíc lidí. Roku 1991 žilo v Brčku okolo čtyřiceti tisíc lidí.
Na počátku války v 90. letech byla původní općina Brčko (obec) rozdělena na tři (chorvatská, srbská a bosňácká) separátní celky. Jejich realizaci však zabránilo vypuknutí konfliktu. Ten skončil na území města v roce 1995. Válka zničila původní multietnické město, řada lidí z něj odešla a mnozí jiní zase přišli. Během skončení války zůstalo na území općiny Brčko pouhých 33 400 lidí. V rámci poválečné obnovy bylo v Brčku investováno nejprve 450 milionů konvertibilních marek a později ještě dalších 250 milionů.
V roce 2000 se město stalo sídlem tzv. distriktu Brčko, který oficiálně patří jak Republice srbské, tak i Federaci Bosny a Hercegoviny. Speciální status pro město byl výsledkem arbitráže a byl nezbytný pro zajištění požadavků Republiky srbské, pro niž má město strategický význam, tak i Federace BiH, která se dožadovala přístupu k řece Sávě. Po válce probíhala obnova města, která však narážela na nedostatek prostředků a technologickou zastaralost infrastruktury již z doby socialistické Jugoslávie. V roce 2014 město zasáhly mimořádné rozsáhlé povodně.

## Kulturní památky
Ikonickou stavbou pro město Brčko je budova místní radnice, která vznikla v duchu pseudomaurské architektury v druhé polovině 19. století podle koncepčního návrhu architekta Aleksandara Vitka a podle stavebního projektu architekta Ćirila Ivekoviće. Mezi další kulturní památky patří např. mešita Atik-Savska, chrám Nejsvětějšího srdce Ježíšova, Islahijetův a Kočića dům,Krsmanović dům-Dvorana, mešita Azizija v  Brezově Pole nebo,Cincarský hřbitov v vesnice Bijela - Kalajdžije, archeologická lokalita Zidine u vesnice Gornja Skakava,Věž Gradaščevića v Bijele.

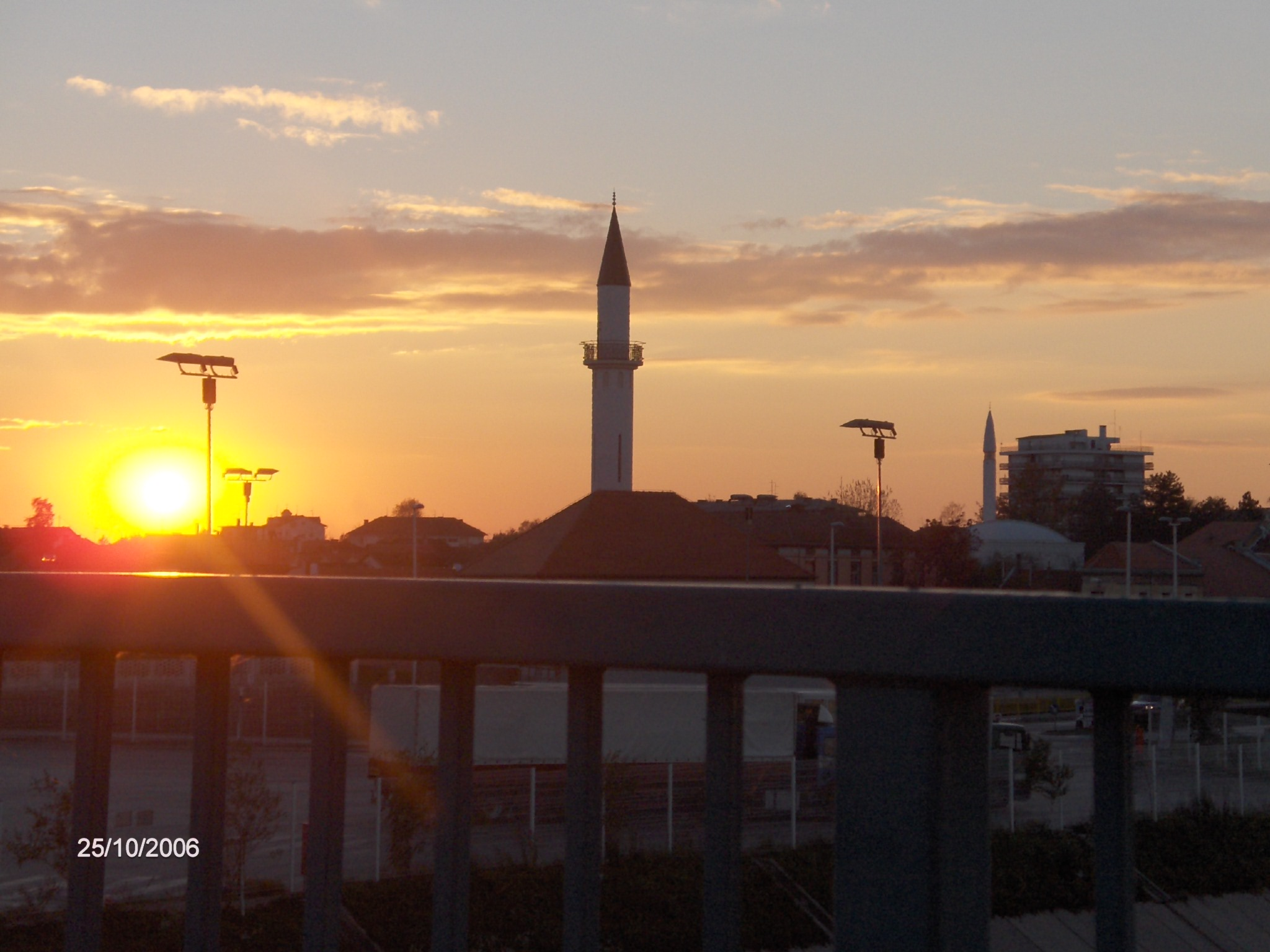
Atik mešita v Brčku
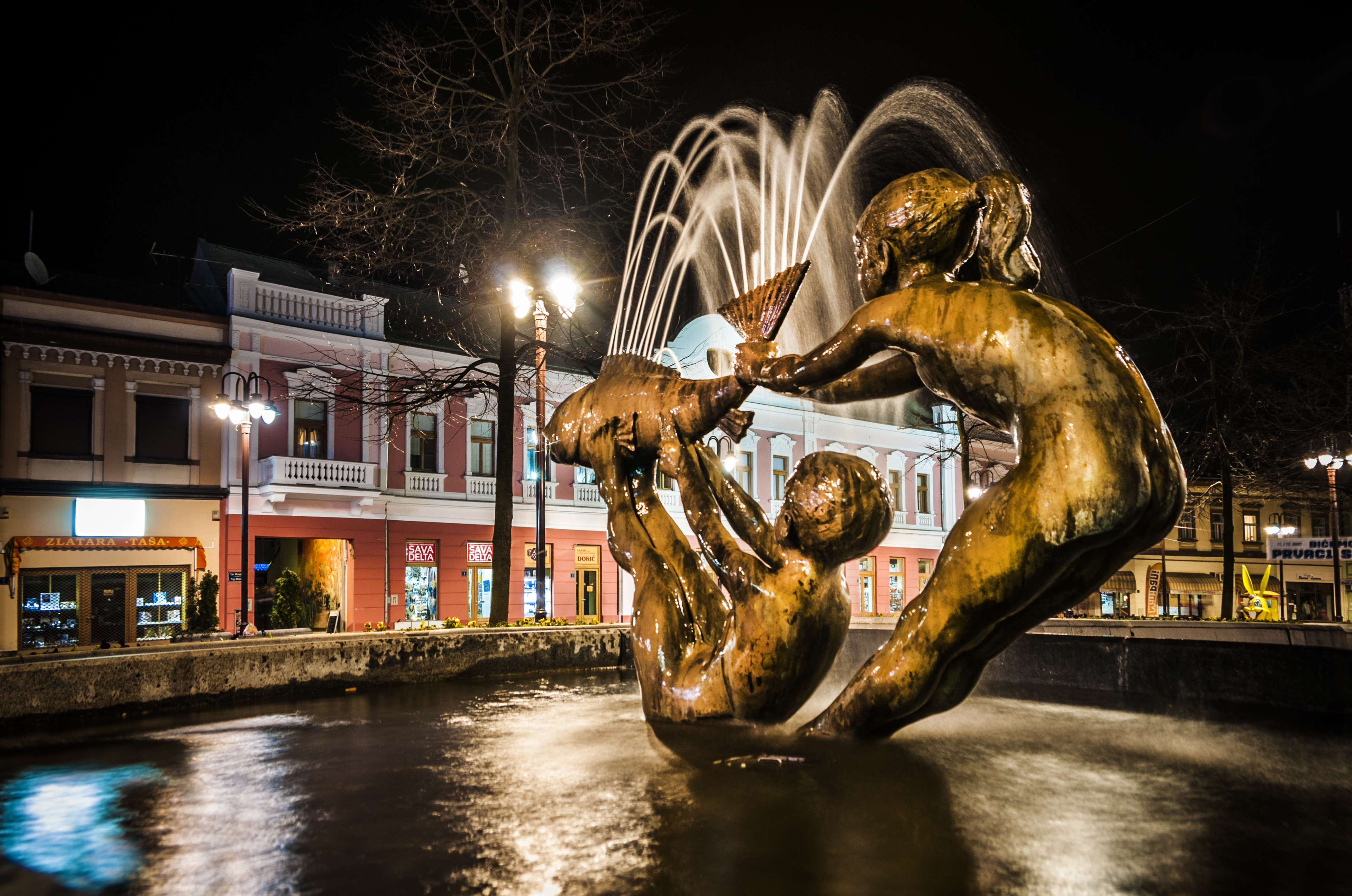
Fontána ve středu města.
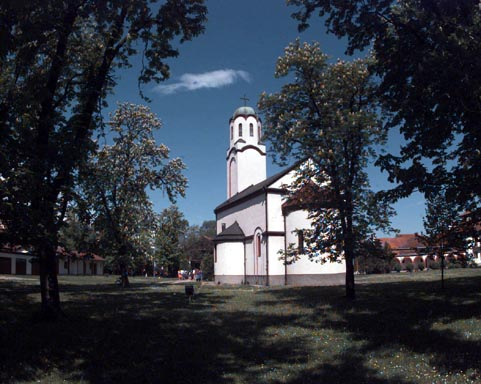
Pravoslavný kostel
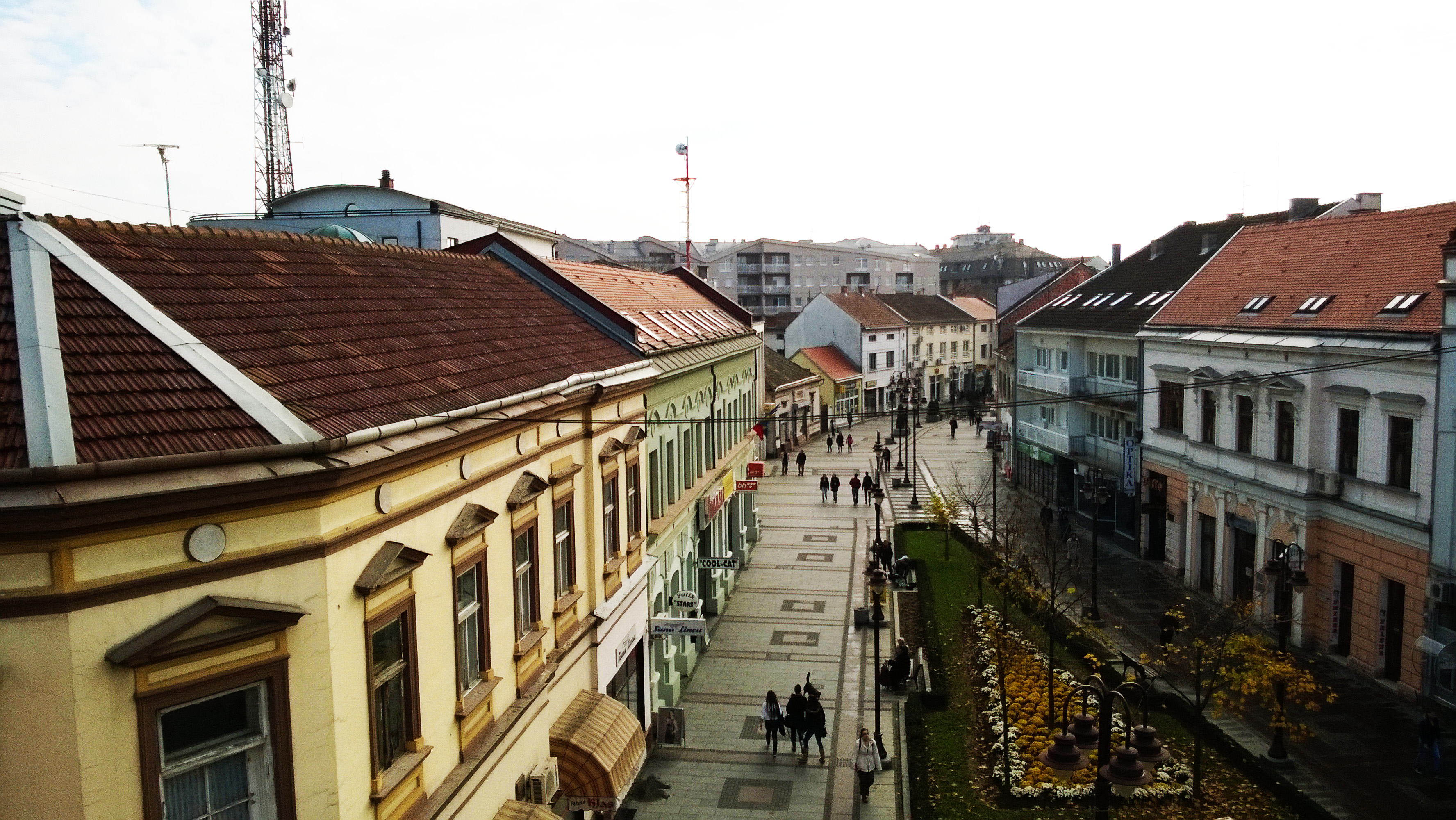
Střed města
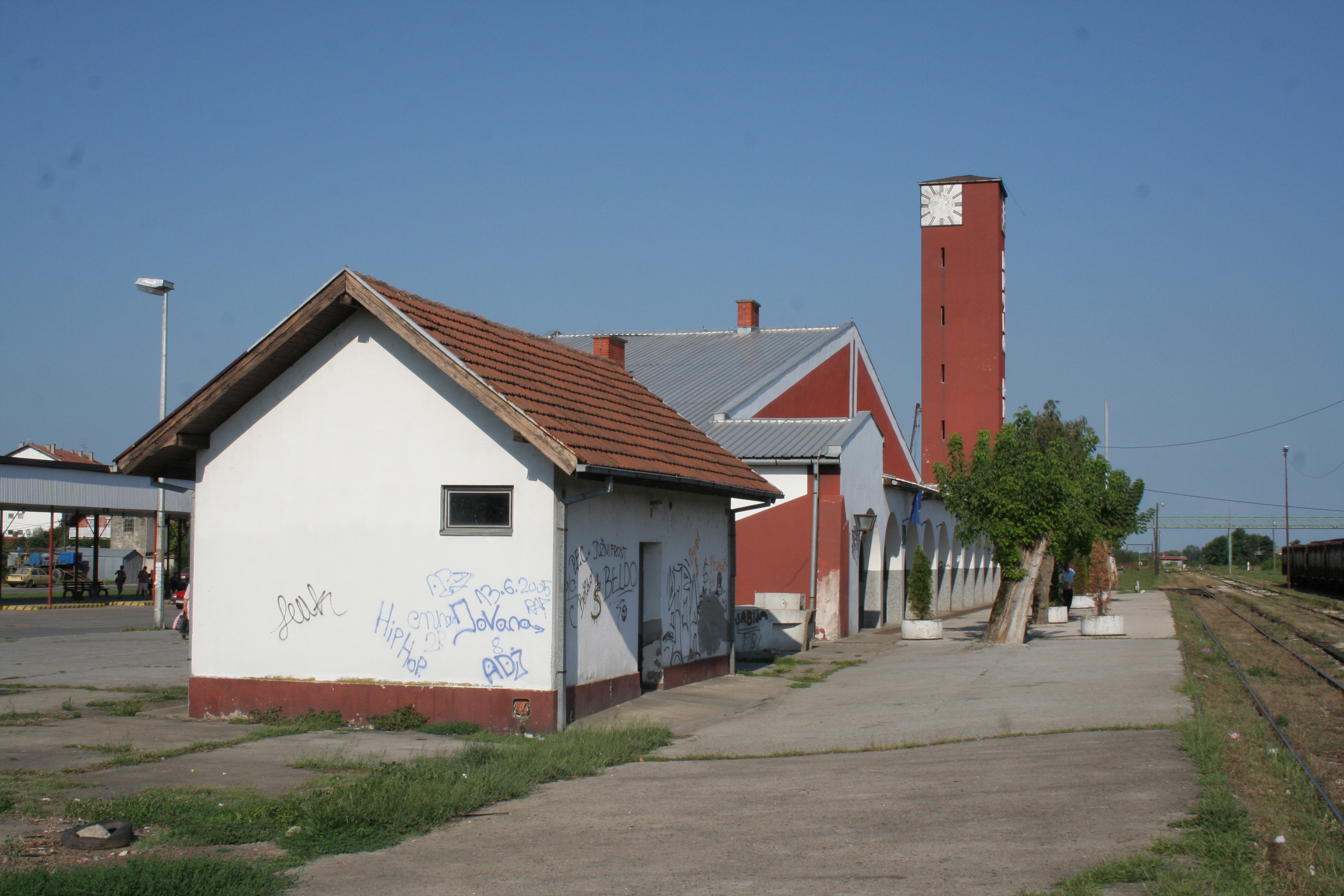
místní železniční nádraží

## Ekonomika
Brčko je významným přístavem pro Bosnu a Hercegovinu na řece Sávě. Jedná se rovněž o významné regionální průmyslové centrum, které se specializuje především na výrobu a zpracování potravin, a to již od doby existence Rakousko-Uherska. Průmyslové podniky se nacházejí v jihovýchodní části města, při řece Sávě v blízkosti přístavu. Vyráběl se zde rostlinný olej, stavební materiály, textilní materiály, součástky do strojů a ledničky.
Po válce v Bosně v 90. letech došlo k prudkému pádu průmyslové výroby a postupně narůstal význam obchodu.

## Doprava

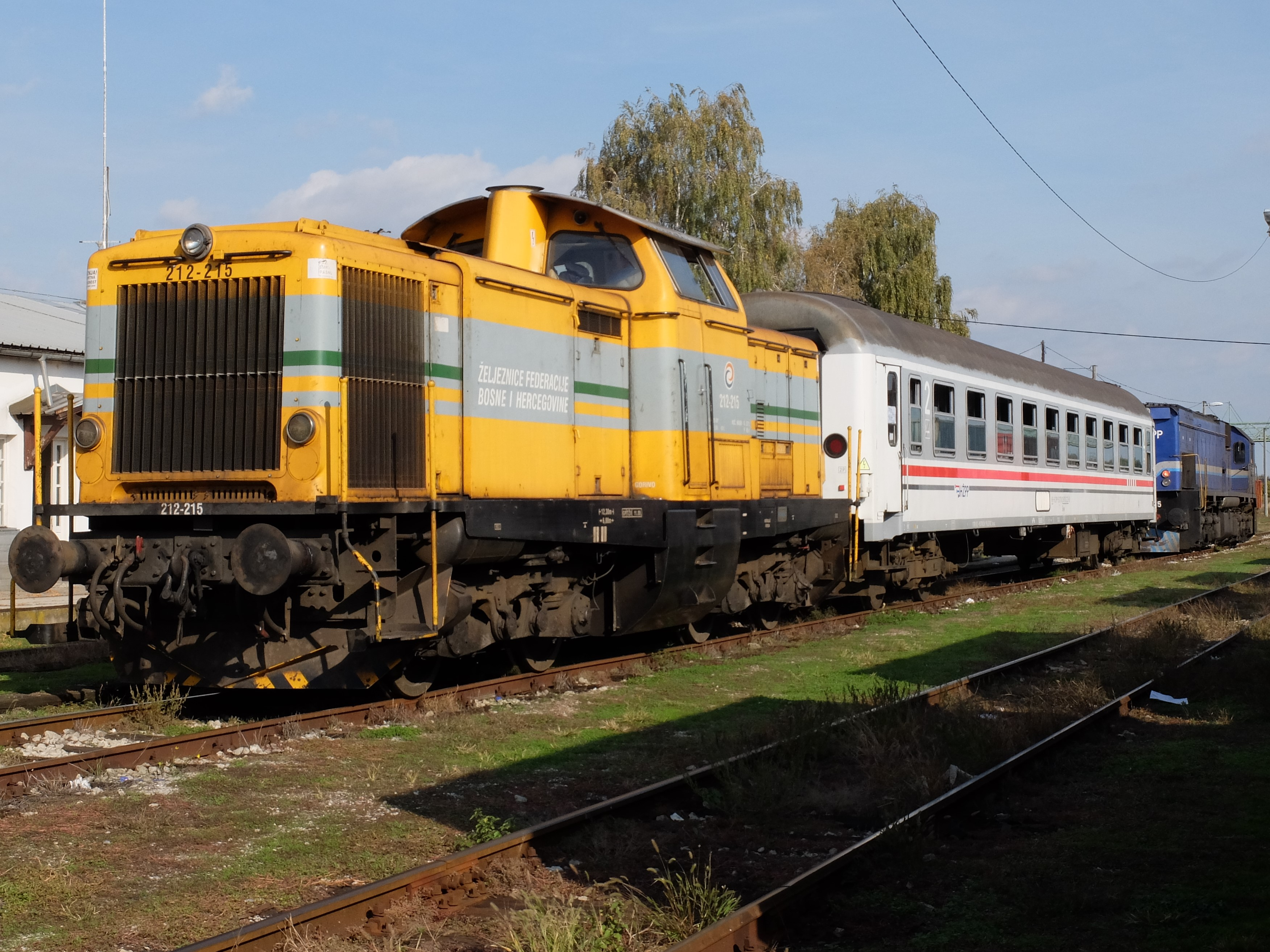
Vlak na nádraží v Brčku

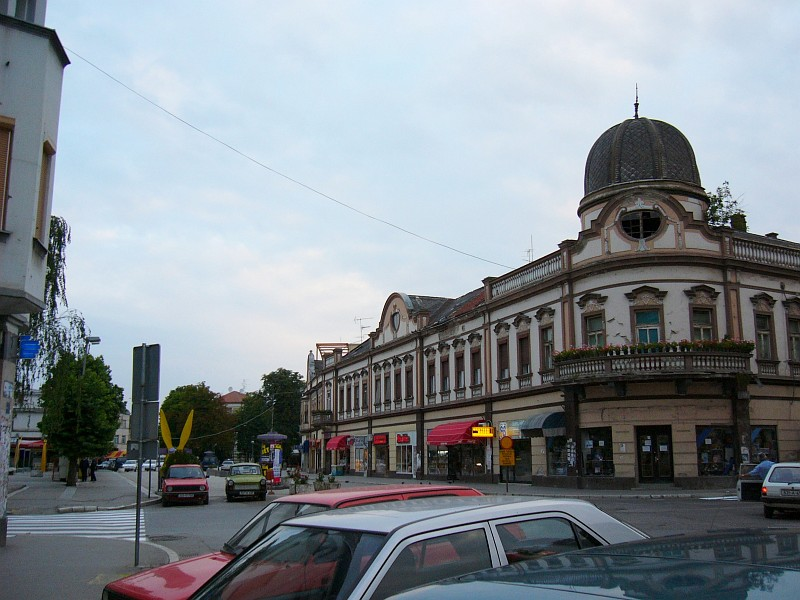
Křižovatka v centru města

Město je důležitým tranzitním centrem a nejdůležitější silniční komunikací, která spojuje Srbsko a západní s východní částí Republiky srbské a prochází centrální částí Federace Bosny a Hercegoviny s Chorvatskem a Posavinským kantonem.
Kromě velmi důležitých pozemních komunikací má Brčko také moderní přístav na řece Sávě, který zapadá do jedinečné vodní cesty z Černého do Severního a Baltského moře. Hraniční přechod Brčko–Gunja se nachází přímo na mostě přes řeku Sávu, který spojuje obě města (Brčko s chorvatským městem Gunja). Okolo Brčka vede silniční obchvat z jižní strany, který byl dokončen v roce 2019. V budoucnosti má přes Brčko vést dálnice, která spojí severní cestou Bělehrad a Sarajevo.
Na řece Sávě se nachází přístav, který slouží především pro nákladní dopravu.
Město má napojení na bosenskou železniční síť. Prochází ním železniční trať Brčko–Banovići, která směruje z Chorvatska dále na jih do Bosny. Brčko má napojení i na chorvatskou železniční síť, a to prostřednictvím tratě z Vinkovců, významného železničního uzlu v Chorvatsku. Osobní vlaky nejsou z Brčka do Bosny ani do Chorvatska vypravovány. Meziměstskou dopravu zajišťují autobusy.

## Školství
V Brčku sídlí soukromá Evropská univerzita (bosensky Evropski univerzitet).

## Sport
V Brčku sídlí fotbalové týmy Jedinstvo, Lokomotiva a Ilićka 01. Týmy hrají v druhé fotbalové lize Republiky srbské. Basketbalu se věnuje tým KK Brčko.
Každoročně se týden před vidovdanem (28. června) koná pravidelný atletický závod Vidovdanska trka. V roce 2020 se kvůli pandemii nemoci covid-19 měl uskutečnit v srpnu 2020.

## Známé osobnosti
Z Brčka pocházejí tyto známé osobnosti:
- Edo Maajka, rapper
- Lepa Brena, zpěvačka
- Mensur Peljto, boxer
- Midhat Begić, literární listorik
- Mladen Filipović, malíř
- Mladen Petrić, fotbalista
- Nijaz Abadžić, novinář
- Rizah Štetić, malíř
- Safet Pašalić, herec
- Seid Hasanefendić, malíř
- Slavko Medunić, malíř
- Šekib Mujanović, zpěvák
- Vesna Pisarović, zpěvačka
- Žarko Milenić, překladatel
- Hasan Zahirović, překladatel, herec, pedagog